# 扎西岗寺 (曲水县)
扎西岗寺，位于西藏自治区拉萨市曲水县聂当乡德吉村，是一座藏传佛教寺院。

## 简介
扎西岗寺于1285年由卓贡·曲杰帕巴创建。相传，该寺供奉的佛像非常灵验。所以每逢高考前，都会有许多从各地带孩子前来朝拜的家长。
扎西岗寺设有扎西岗寺管理委员会。2012年，该寺僧人达瓦被评为西藏自治区爱国守法先进僧尼。
2012年，当地政府将扎西岗寺的基础设施修葺一新，并将当地僧尼全部纳入社会保障体系。扎西岗寺的僧人有了养老保险和医疗保险。2012年，在西藏自治区广播电视“舍舍通”工程中，扎西岗寺的僧舍通了广播电视，僧人们可以在自己的僧舍中看电视了。